# Новокаолиновый
Новокаоли́новый — посёлок в Карталинском районе Челябинской области России. Входит в Еленинское сельское поселение.

## География
Расстояние до районного центра города Карталы 81 км.

## История
До 2011 года посёлок был центром Новокаолинового сельского поселения. Действует Новокаолиновый горно-обогатительный комбинат.

## Население
| 2002 | 2010  |
| ---- | ----- |
| 1420 | ↘1373 |

По данным Всероссийской переписи, в 2010 году численность населения посёлка составляла 1373 человека (641 мужчина и 732 женщины).

## Улицы
Уличная сеть посёлка состоит из 19 улиц.